# CCNC
A ciclina-C é uma proteína que em humanos é codificada pelo gene CCNC.  A proteína codificada por este gene é um membro da família de proteínas ciclina. A proteína codificada interage com quinase 8 dependente de ciclina e induz a fosforilação do domínio carboxi-terminal da subunidade grande da RNA polimerase II.